# Torsten Hasselrot
Torsten Edvard Hasselrot, född den 15 oktober 1903 i Undenäs församling, Skaraborgs län, död den 6 september 1970 i Täby församling, Stockholms län, var en svensk botaniker och museiman. Han var son till Carl-Axel Hasselrot.
Hasselrot avlade studentexamen i Göteborg 1923, teologisk-filosofisk examen vid Lunds universitet 1926, filosofie kandidatexamen 1930, filosofisk ämbetsexamen 1933, och filosofie licentiatexamen vid Uppsala universitet 1941. Han blev extra ordinarie amanuens vid botaniska avdelningen på Naturhistoriska riksmuseet 1947, extra ordinarie museiassistent där 1952 och intendent 1956 (tillförordnad 1955). Hasselrot publicerades botaniska uppsatser i facktidskrifter som Acta Phytogeographica Suecica, Arkiv för botanik och Svensk botanisk tidskrift. Auktorsnamnet Hasselrot kan användas för Torsten Hasselrot i samband med ett vetenskapligt namn inom botaniken; se Wikipediaartiklar som länkar till auktorsnamnet.